# Хорава, Давид Елгуджаевич
Давид Елгуджаевич Хорава (укр. Давид Елгуджаєвич Хорава; род. 1988) — украинский спортсмен-паралимпиец (дзюдо) грузинского происхождения; Мастер спорта Украины международного класса.

## Биография
Родился 29 июня 1988 года в городе Гали Абхазской АССР.
Когда в Абхазии начались военные действия, семья уехала на Украину в Днепропетровск, где жили их родственники. С детства под руководством своего дяди занимался боевыми искусствами, а потом перешел в дзюдо. Стал инвалидом, после того, как переболел гепатитом, который дал осложнения, в частности, на зрение. Но при этом продолжил занятия дзюдо.
В 2010 году попробовал себя в паралимпийском спорте. Занимается в секции дзюдо Ровненского и Днепропетровского региональных центров «Инваспорт». Тренер — Михаил Романкевич.
В числе достижений Давида Хоравы:
- Победитель Паралимпийских игр 2012 года.
- Серебряный призер чемпионата Европы 2013 года.
- Бронзовый призер Кубка мира и чемпионата мира 2015 года.
- Серебряный призер чемпионата Европы 2015 года.
- Бронзовый призер Паралимпийских игр 2016 года
- Победитель командного чемпионата мира 2019 года
- Чемпион мира 2010 года.
- Призер чемпионатов мира 2015 и 2018 годов.
- Чемпион Европы 2017 и 2019 годов.
- Призер чемпионатов Европы 2011, 2013, 2015, 2017 годов.
- Победитель Кубков мира 2014 и 2021 годов.
- Призер Кубков мира 2015, 2016, 2018, 2019 годов.

## Награды
- Орден «За заслуги» I степени (18 сентября 2024) — за достижение высоких спортивных результатов на ХVІІ летних Паралимпийских играх в городе Париже (Французская Республика), проявленную самоотверженность и волю к победе, утверждение международного авторитета Украины[3].
- Орден «За заслуги» II степени (4 октября 2016) — за достижение высоких спортивных результатов на XV летних Паралимпийских играх 2016 года в городе Рио-де-Жанейро, проявленные мужество, самоотверженность и волю к победе, утверждение международного авторитета Украины.[4]
- Орден «За заслуги» III степени (17 сентября 2012) — за достижение высоких спортивных результатов на XIV летних Паралимпийских играх в Лондоне, проявленные мужество, самоотверженность и волю к победе, возвышение международного авторитета Украины.[5]
- За достижения на XV летних Паралимпийских играх 2016 года, Давид Хорава был удостоен в 2017 году стипендии Президента Украины.[6]